# میدان هوایی نیروی هوایی ملی آمریکا در ویتینگ – شمال
میدان هوایی نیروی هوایی ملی آمریکا در نورث-ویتینگ (به انگلیسی: NAS Whiting Field – North) یک فرودگاه نظامی با کد یاتا NSE است که یک باند فرود آسفالت دارد و طول باند آن ۱۸۲۹ متر است. این فرودگاه در کشور ایالات متحده آمریکا قرار دارد و در ارتفاع ۶۱ متری از سطح دریا واقع شده‌است.